# Clarias stappersii
Clarias stappersii е вид лъчеперка от семейство Clariidae. Видът не е застрашен от изчезване.

## Разпространение и местообитание
Разпространен е в Ангола, Ботсвана, Демократична република Конго, Замбия, Зимбабве, Малави и Намибия.
Обитава сладководни басейни, лагуни, реки и потоци.

## Описание
На дължина достигат до 41 cm.